# Lepraria lobata
Lepraria lobata är en lavart som beskrevs av Elix & Kalb. Lepraria lobata ingår i släktet Lepraria och familjen Stereocaulaceae.   Inga underarter finns listade i Catalogue of Life.